# Luton Town FC
A Luton Town, teljes nevén Luton Town Football Club angol labdarúgócsapat. A klubot 1885-ben alapították, a 2024–2025-ös szezontól a Championship-ben szerepel.
A Luton az első dél-angol klub, amely működését gazdasági alapokra helyezte, már 1890-ben fizetést adott játékosai egy részének, majd egy évvel később már minden játékosa rendszeres pénzügyi juttatásban részesült a klub alkalmazottjaként. A klub az 1955-56-os szezonban szerepelt először az első osztályban, ekkor tizedik lett. 1959-ben kupadöntőt játszhatott. 1960-ban kiesett, majd tizennégy év után jutott fel ismét.
A Luton 1981-től tudott ismét tartósan az első osztályban maradni, nem sokkal később, 1988-ban érte el addigi legnagyobb sikerét, miután a ligakupa döntőjében 3–2 arányban legyőzte az Arsenalt. A sorozatban egy évvel később is eljutott a döntőig, ám ekkor vereséget szenvedett a Nottinghamtől.
A klub 1992-ben búcsúzott az első osztálytól. Pénzügyi nehézségek miatt három év alatt három osztályt esett vissza, ezért szerepelt az ötödosztályban is. Ezt követően 2023-ban az első csapat lettek, akik az ötödik osztályból az elsőig eljutottak. Ezt mindössze kilenc év alatt érték el. Stadionja a Kenilworth Road, amely valamivel több, mint tízezer néző befogadására alkalmas.

## Története
A csapatot 1885. április 11-én alapították a város két vezető klubja, a Luton Town Wanderers és az Excelsior egyesítésével. Eredetileg az Excelsior pályáján, a Dallow Lane-en játszott, majd 1897-ben költözött át a Dunstable Road-ra. 1890-ben már egyes játékosai fizetést is kaptak, majd egy évvel később az első dél-angol csapat lett, amely profi státuszt kapott, vagyis minden játékosa részesült pénzbeli juttatásban.
1894-ben alapító tagja volt a Southern Football League elnevezésű regionális bajnokságnak. Itt első két évében második lett, majd harmadszorra végül sikerült megnyernie. Az 1897-98-as szezonban csatlakozott a The Football League-hez. Ezzel párhuzamosan még két évig csapatot indított a United League elnevezésű, rövid életű bajnokságban is, ahol a már említett szezonban elnyerte a bajnoki címet. A nagy fizetések, a kis nézőszám, valamint a nagy távolságok miatt, amelyek az északi csapatoktól elválasztották a Lutont, a bajnokságban való részvétel egyre kevésbé volt vállalható anyagilag, ezért 1900-ban a csapat visszatért a Southern League-be.

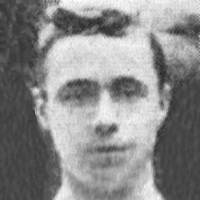
Fred Hawkes, a századforduló elejének egyik legismertebb Luton-játékosa

1905-ben készült el a klub ma is használt stadionja, a Kenilworth Road. 1907-ben került be a válogatottba az első Luton-játékos, a csapatkapitány Robert Hawkes, egy Írország elleni mérkőzésen. Az 1911-12-es szezont követően a Luton kiesett a Southern League első osztályából, de a másodosztályból két évvel később sikerült visszajutnia. Az első világháború kitörésével a program gyakorlatilag az összes csapat számára barátságos mérkőzésekre redukálódott, bár a Luton 1915-16-ban részt vett a ma tartalékcsapatok számára fenntartott The Football Combination elnevezésű bajnokságban. A korszak legkiemelkedőbb játékosa a csatár Ernie Simms volt. A háború alatt Olaszországban harcolt, ám visszatérése utáni első szezonja rendkívül sikeres volt, negyven gólt szerzett. Első másodosztálybeli szezonjában 55 gólt rúgott, és ugyanő szerzett egy évvel korábban egyazon mérkőzés keretein belül tíz gólt a Bristol ellen. Mindkét teljesítmény a mai napig rekord.
A Luton eredetileg fekete-fehérben játszott. Ezt a színösszetételt egészen az 1920-21-es szezon kezdetéig megtartotta, ekkor a csapat csatlakozott a Football League-hez. Innentől kezdve a játékosok égszínkék felsőt és sportszárat, valamint fehér nadrágot viseltek. Bár a Luton ekkor a harmadosztályban szerepelt, érdekesség, hogy egy Írország-Anglia válogatott-mérkőzésen a csapat három tagja is szerepelt, Simms az angoloknál, míg Louis Bookman és Allan Mathieson az ír csapatot erősítette. Bár mindhárom játékos távozott (South Shields, Port Vale, Exeter City), 1937-ben mégis sikerült kivívni a feljutást a másodosztályba.
Az 1950-es évek a Luton történetének egyik legsikeresebb időszaka volt. Dally Duncan edzősége alatt olyan játékosok alkották a csapatot, mint a sokszoros válogatott Syd Owen, a klub színeiben legtöbb gólt szerző Gordon Turner, vagy a legtöbb mérkőzést lejátszó Bob Morton. Több ír válogatott, úgy mint Seamus Dunne, Tom Aherne és George Cummins is a Luton játékosa volt. Ez a csapat először 1956-ban, a klub története során először, feljutott az első osztályba, miután a Birmingham mögött második helyen végzett, mindössze a rosszabb gólarány miatt lecsúszva az első helyről. 1959-ben kupadöntőt játszhatott, amelyet a Nottingham ellen elveszített, majd a szezon végén Owen az év játékosa lett. A következő évben a Luton kiesett, 1965-re egészen a negyedosztályig zuhant vissza.
1968-ban sikerült megnyernie a negyedosztály küzdelmeit, majd két évvel később a harmadik ligából is feljebb lépett. 1973-ban visszakerült az első osztályba, ám ekkor még rögtön kiesett, nem tudott huzamosabb ideig az első osztályban maradni. A klub korábbi játékosa, David Pleat edzői ideje alatt, 1978-tól kezdve lett ismét stabil első osztályú csapat. Első szezonjában éppen csak elkerülte a kiesést, egy utolsó fordulóban aratott létfontosságú győzelemmel biztosította bennmaradását. 1987-ben érte el a Luton egy hetedik hellyel története legjobb bajnoki eredményét produkálta, egy évvel később pedig a ligakupát is megnyerte az Arsenal ellen, 3–2 arányban. Érdekesség, hogy a lefújás előtt tíz perccel még az Arsenal vezetett, innen sikerült megfordítani az eredményt. 1989-ben ismét eljutott ugyanennek a sorozatnak a döntőjébe, ám ekkor már alulmaradt a Nottingham ellen.

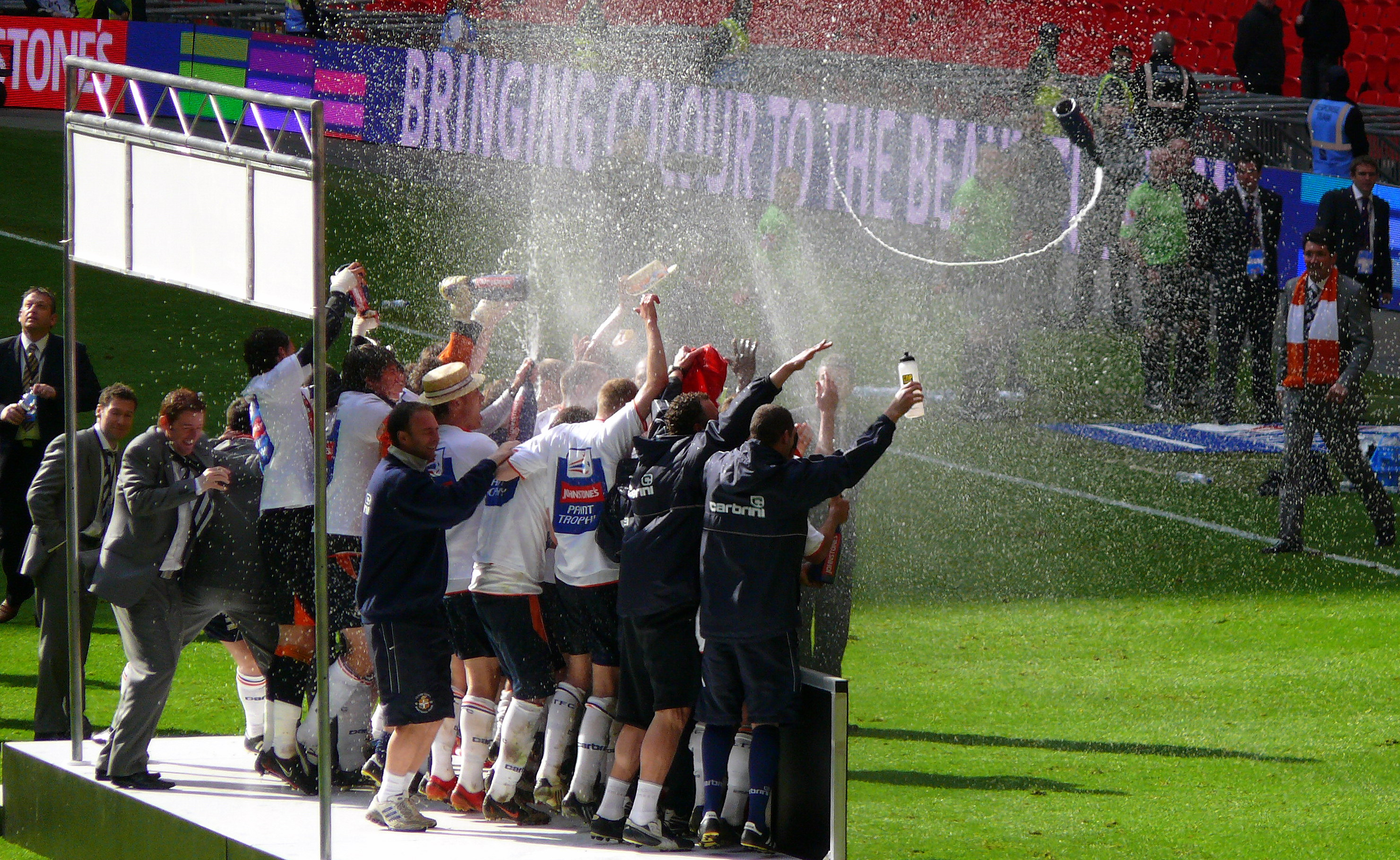
A Luton játékosai ünneplik Football League Trophy-győzelmüket 2009-ben.

Az 1991-92-es szezon végén esett ki ismét az első osztályból, és négy évvel később már csak a harmadosztályban szerepelt. 2001-ben a Luton egy újabb osztállyal lejjebb került, már csak a negyedosztályban játszott. Az új edző, Joe Kienaar vezetésével ezt a bajnokságot első próbálkozásra sikerült megnyerni. Kienaar 2003 májusában távozott, helyére Mike Newell került. Vele 2005-ben még sikerült megnyerni a harmadosztály küzdelmeit. Miközben a vezetőedzői tisztségben ténykedett Kevin Blackwell és Mick Harford is, ezalatt a Luton kétszer is kiesett. A 2007-08-as szezonban tíz, majd egy évvel később már harminc pontot vontak le a Lutontól annak pénzügyi gondjai miatt. A pontlevonások leküzdhetetlen akadályok voltak, bár 2009-ben még sikerült megnyerni a Football League Trophyt. A negyedosztályból való kiesés azt jelentette, hogy a Luton 89 évnyi folyamatos Football League-tagság után volt kénytelen búcsúzni, és egy olyan bajnokságban szerepelni (Football Conference), ahol azelőtt még soha. A 2010-11-es idényben a rájátszásba jutott az együttes, azonban a feljutást nem sikerült.
A klub történetében két magyar vonatkozást lehet felfedezni. Az első a magyar származású, de már Angliában született Imre Váradi volt, aki kölcsönjátékosként 1992-ben hat mérkőzésen szerepelt a klubban. 2010-ben az MTK korábbi hátvédje, Kovács János játszott itt összesen tizenhét találkozót. Kovácsot egyébként Lutonba szerződése előtt többek között Magyarország legsikeresebb csapata, a Ferencváros is szerette volna szerződtetni, ám ő mégis az angol ötödosztályt választotta.
2019-ben a Luton Town FC megnyerte az angol harmadosztály (League One) küzdelmeit, így feljutottak a másodosztályba (Championship). A 2022–2023-as szezon végén megnyerték a másodosztály rájátszását, így feljutottak a Premier League-be, mindössze kilenc évvel az után, hogy az ötödosztályban szerepeltek. Az első csapat lettek, akik az ötödosztályból az elsőig jutottak.

## Címer, mezszínek, becenév
A klub beceneve, a Hatters (Kalaposok) a város múltjára utal, ahol a 17. század óta komoly kalapgyártás folyik.
Története legnagyobb részében fehér felsőben és fekete alsóban játszotta mérkőzéseit. A sportszár színe is e között a két szín között változott. Korábban a világoskék-fehér különböző kombinációi jelentek meg a mezen. 1973-ban a narancssárga-világoskék összeállításra váltott, a jobb megkülönböztethetőség érdekében. Hat év után visszatértek a hagyományos mezhez, és a narancs-sötétkék már csak egy-egy szezon erejéig tért vissza. Egy 2008-as, szurkolók körében végzett szavazás azonban ezt visszahozta, mert a klub legsikeresebb időszakára utal. 2009 óta az első számú mez narancssárga felsőből és sportszárból, valamint fehér nadrágból áll.
Eredetileg a klub címere megegyezett a városéval, mint akkoriban szinte minden egyesületnek. 1973-ban tervezték meg a klub első címerét, ebben az újonnan bevezetett klubszínek, a narancssárga és a sötétkék jelentek meg. 1987-ben visszatért egy, a városéhoz hasonlító logóra. Az úgynevezett „szivárvány-címer” 1994-ben készült el, ebben a város címere narancs-kék szivárványban jelent meg két futball-labdával. Ez kisebb változtatásokkal, például az alapítás évének belekerülésével egészen 2008-ig maradt használatban. 2009-ben az egyesület egy visszafogottabb címerre váltott.
Az első szponzor, amely megjelent a klub mezén, a Tricentrol volt, egy dunstable-i cég, amely két évig támogatta anyagilag a csapatot. Az ezt követő főszponzorok időrendi sorrendben: Bedford Trucks (1982–1990), Vauxhall (1990–1991), Universal Salvage Auctions (1991–1999), SKF (1999–2003), Travel Extras (2003–2005), Electrolux (2005 –2008) és a Carbrini Sportswear 2008 és 2009 között. A NICEIC és az EasyJet 2009-ben egy, illetve két évre szóló szerződést kötöttek a klubbal.

## Stadion

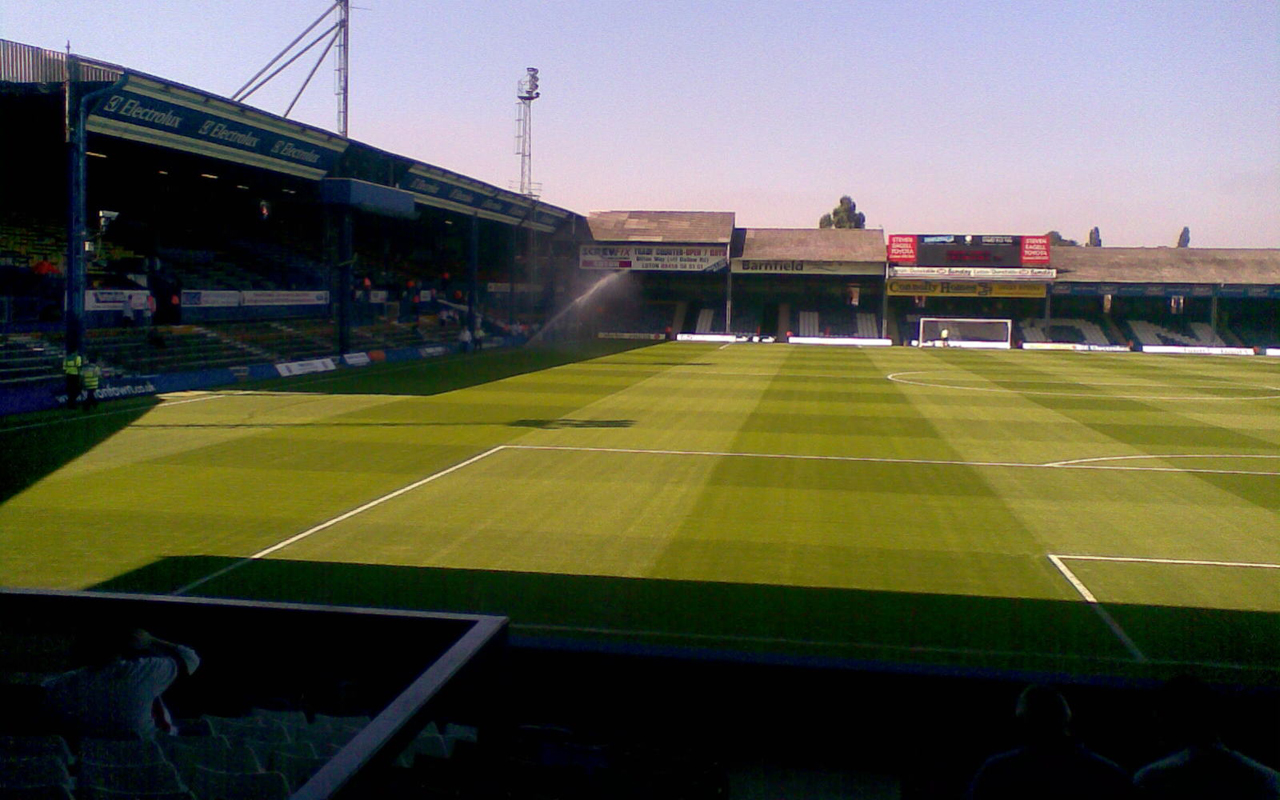
1905 óta a Kenilworth Road a hazai mérkőzések színhelye

A klub első stadionja a Dallow Lane volt, ahol az Excelsior játszotta mérkőzéseit. Egy anyagilag gyengébb időszak miatt el kellett adni a stadiont, és 1897-ben a Dunstable Roadra költözött. Utóbbi a Dunstable-ből Lutonba tartó vasútvonal mellett volt, és a játékosok gyakran panaszkodtak arra, hogy a vonatok füstjétől nem, vagy csak nagyon nehezen lehet látni a labdát.
A jelenleg is használt Kenilworth Road 1905-ben készült el. A 10 226 férőhelyes, csak ülőhelyekből álló stadion Luton Bury Park kerületében helyezkedik el. Nevét az egyik itt futó utcáról kapta, bár a stadion címe hivatalosan Maple Road 1.

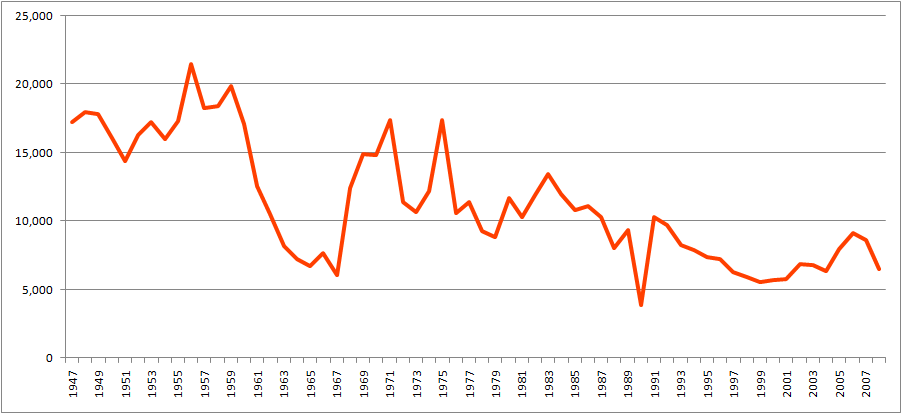
Az átlagnézőszámok az 1946-47-es szezon óta.

Az eredeti főtribün 1921-ben leégett, a helyére épült új a mai napig használatban van. A világítást 1953-ban szerelték fel, ezt követően azonban húsz évig semmilyen fejlesztést nem végeztek a stadionon. Ekkor a Bobbers Stand szektort építették át, és innentől kezdve itt már csak ülőhelyek voltak. Ezen kívül a pálya műfüves borítást kapott, amely gyorsan népszerűtlen lett a szurkolók körében.
Az 1985-ös Millwall elleni mérkőzésen történt szurkolói rendbontás után az akkori elnök, David Evans itt vezette be először a szurkolói kártyát, amivel könnyebben kiszűrhetőek voltak a rendbontók. Egy ideig minden vendégszurkolót kitiltottak a stadionból, amelyet 1986-tól kezdve teljesen átalakítottak, megszüntették az állóhelyeket és műfüves borítást adtak a pályának. A szurkolók az 1990-91-es szezonban térhettek vissza, a rendkívül népszerűtlen műfüvet pedig egy évvel később cserélték le.
Többször felvetődött annak a lehetősége, hogy a klub új stadionba, esetleg új városba is költözik. Ez először 1955-ben került elő. A 80-as években jó esély volt arra, hogy a Luton Milton Keynes-be költözik. 1995-ben az akkori elnök, David Kohler ígéretet tett egy új stadion építésére, ám ez végül nem valósult meg.
Az új stadion ötlete legutóbb 2007-ben merült fel, ám végül ez sem valósult meg.

## Szurkolók, riválisok
A csapat mérkőzéseit a bajnokságban megszokottnál jóval többen látogatják, az átlagnézőszám a 2008-09-es szezonban 6 019 fő volt.
A klubnak két fő szurkolói csoportja van, a Luton Town Supporters Club és az ebből kivált Loyal Luton Supporters Club. Az úgynevezett B-közép a The MIGs, amely leginkább a rendbontások miatt ismert.
Az egyesület a hazai mérkőzéseken egy hivatalos programfüzetet bocsát ki, amelynek a neve „Talk of the Town”. A kabalafigura „Happy Harry” néven ismert.
A Luton legnagyobb riválisa a Hertfordshire-i székhelyű Watford. A két csapat eddigi 118 mérkőzésén a Luton a sikeresebb, 53 győzelem mellett 36-szor örülhetett a Watford lefújáskor. Döntetlen 29 alkalommal született.

## Statisztikák

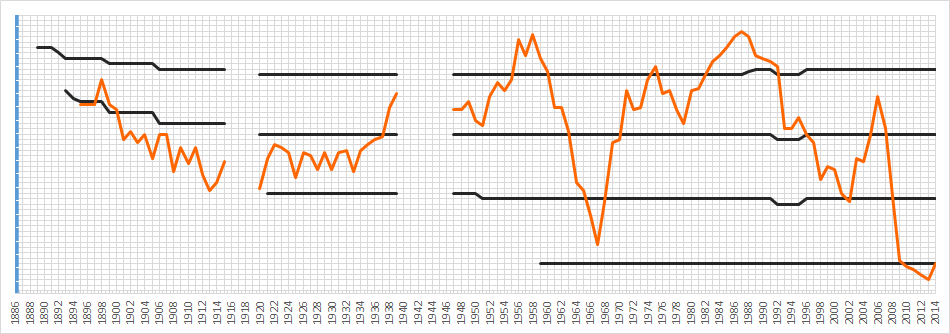
A Luton Town bajnoki helyezései az egyes években. A vízszintes sorok az osztályt mutatják.

A legtöbb mérkőzésen a klub színeiben az összes meccset tekintve Bob Morton lépett pályára, 562 alkalommal. Csak a bajnokikat számítva a rekordot Fred Hawkes tartja 509 fellépéssel. Hat játékos, Gordon Turner, Andy Rennie, Brian Stein, Ernie Simms, Herbert Moody és Steve Howard legalább száz gólt a Lutonnál töltött évei alatt.
A Luton első válogatott játékosa Robert Hawkes volt, aki 1907. február 16-án, Írország ellen lépett pályára. A legtöbbszörös válogatott az északír Mal Donaghy, aki a csapat játékosaként 58 alkalommal szerepelt a válogatottban. Az első gólszerző Joe Payne volt, aki 1937. május 20-án, Finnország ellen kétszer is betalált. Ő szerezte egyébként egy meccsen a legtöbb gólt is a Football League-ben, 1936. április 13-án, a Bristol ellen tíz gólt szerzett.
A Luton legnagyobb győzelmét a Great Yarmouth Town nevű csapat ellen érte el 1914. november 21-én, az FA-kupában. A végeredmény 15–1 lett. A bajnokságban aratott legnagyobb győzelem a már korábban említett, Bristol elleni meccs, ahol Joe Payne tízszer is betalált a 12–0-ra végződő találkozón. Legnagyobb veresége 1898-ra datálódik, ekkor 9–0-s vereséget szenvedett az akkor még Small Heath néven szereplő Birmingham Citytől.
A legmagasabb nézőszámot 1959-ben, egy kupamérkőzésen regisztrálták a Blackpool ellen, amikor is a lelátókon 30 069-en foglaltak helyet. A rekord csak a bajnokikat nézve 27 911 néző, ennyien egy 1955-ös, Wolverhampton Wanderers elleni mérkőzésen voltak a stadionban.
A legdrágább átigazolás Curtis Davies nevéhez fűződik, akiért 2005-ben a West Bromwich Albion hárommillió fontot fizetett. A legdrágább vétel Lars Elstrup volt, akit a dán Odense 850 ezer fontért adott el.

## Játékosok
2024. szeptember 16-i állapot.

### Jelenlegi keret
| #  |     | Poszt | Név                                   |
| -- | --- | ----- | ------------------------------------- |
| 1  | ENG | K     | James Shea                            |
| 2  | ENG | V     | Reuell Walters                        |
| 3  | JAM | V     | Amari’i Bell                          |
| 4  | WAL | KP    | Tom Lockyer ()                        |
| 5  | DEN | V     | Mads Juel Anderson                    |
| 6  | IRL | V     | Mark McGuinness                       |
| 7  | NGA | CS    | Victor Moses                          |
| 8  | GER | KP    | Tom Krauß (kölcsönben a Mainz 05-től) |
| 9  | ENG | CS    | Carlton Morris                        |
| 10 | ENG | CS    | Cauley Woodrow                        |
| 11 | ENG | CS    | Elijah Adebayo                        |
| 13 | ZIM | V     | Marvelous Nakamba                     |
| 14 | CUW | KP    | Tahith Chong                          |

| #  |     | Poszt | Név                  |
| -- | --- | ----- | -------------------- |
| 15 | ENG | V     | Teden Mengi          |
| 16 | ENG | KP    | Reece Burke          |
| 17 | COD | KP    | Pelly Ruddock Mpanzu |
| 18 | ENG | KP    | Jordan Clark         |
| 19 | SCO | V     | Jacob Brown          |
| 20 | ENG | V     | Liam Walsh           |
| 23 | NED | K     | Tim Krul             |
| 24 | BEL | K     | Thomas Kaminski      |
| 25 | WAL | CS    | Joe Taylor           |
| 26 | GRN | KP    | Shandon Baptiste     |
| 27 | JPN | V     | Hasioka Dajki        |
| 29 | ENG | V     | Tom Holmes           |
| 45 | ENG | KP    | Alfie Doughty        |

A klub szerepeltet tartalék- és utánpótlás-csapatokat is.

### Kölcsönben
| #  |     | Poszt | Név                          |
| -- | --- | ----- | ---------------------------- |
| 10 | ENG | CS    | Elliot Lee (Oxford United)   |
| 37 | ENG | CS    | Josh Neufville (Yeovil Town) |

## Menedzserek
2010. április 15. szerint.

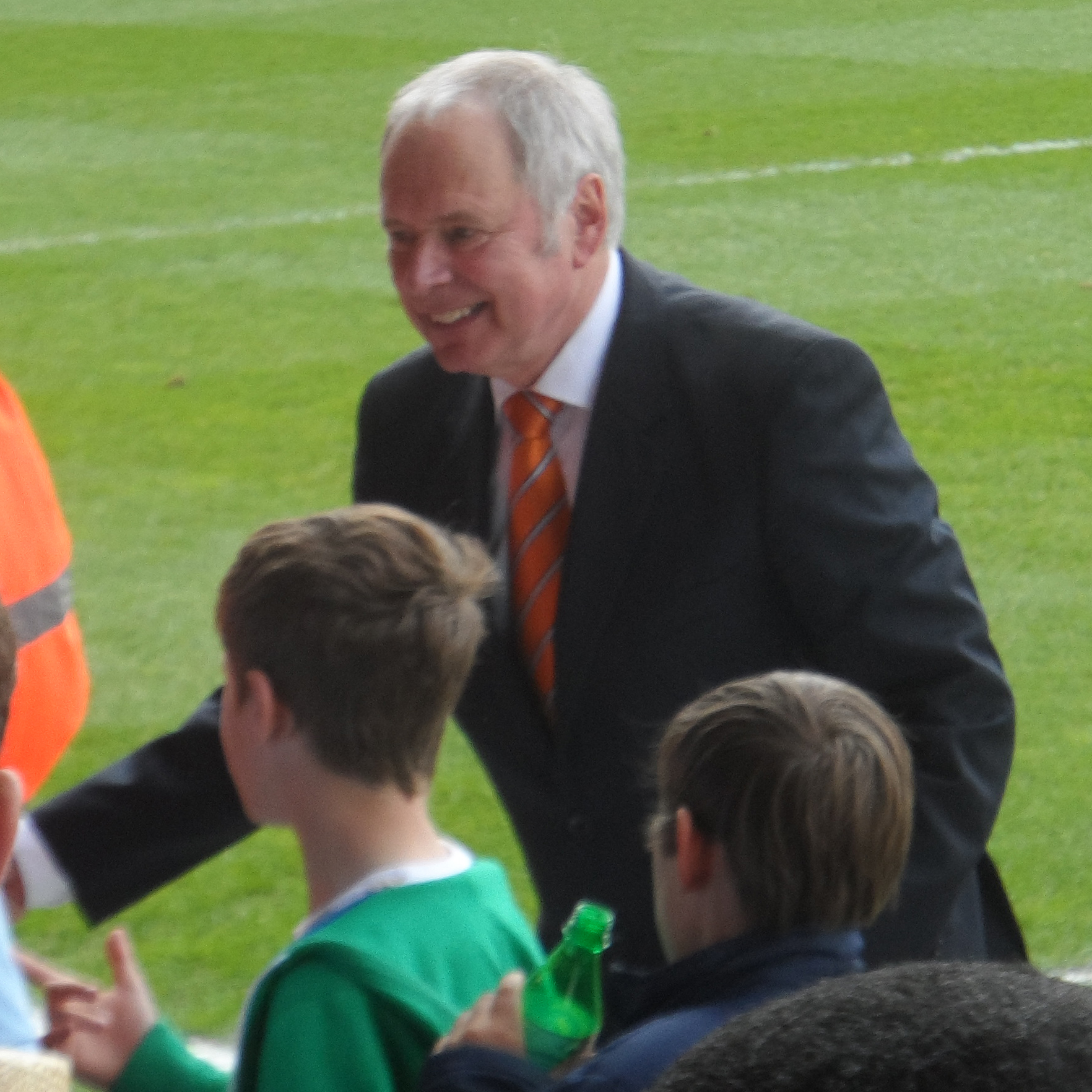
Nick Owen, a klub elnöke

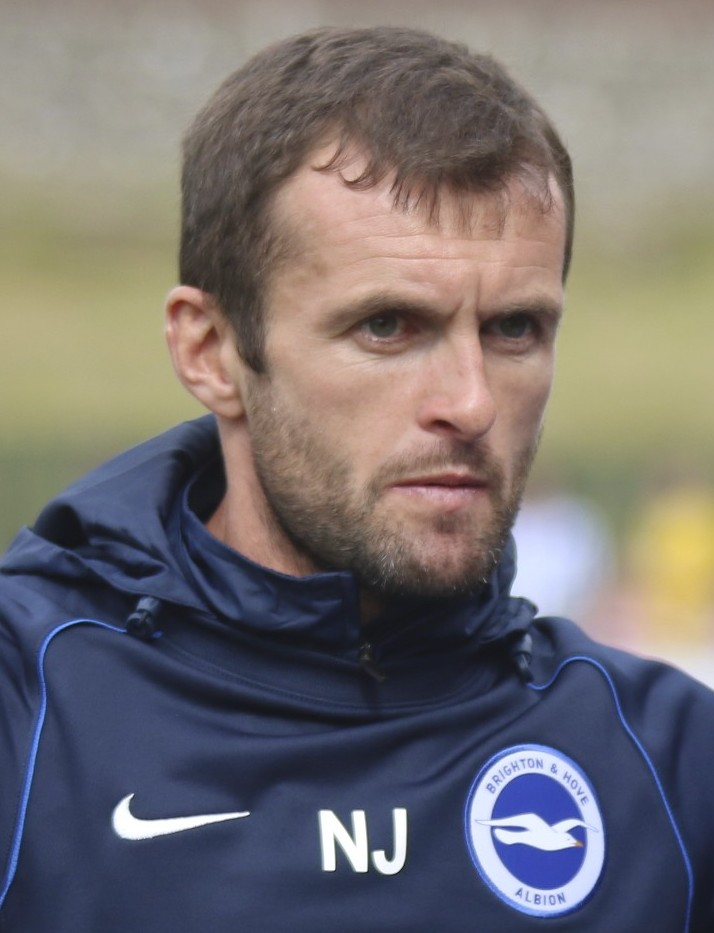
Nathan Jones 2016 óta irányítja a Kalaposokat

A legalább ötven mérkőzésen át a csapatnál edzősködők szerepelnek a listában.
| Név             | Ország   | Tól                  | Ig                 | Mérkőzések | Gy  | D   | V   | Gy % |
| --------------- | -------- | -------------------- | ------------------ | ---------- | --- | --- | --- | ---- |
| John McCartney  | Skócia   | 1927. szeptember 14. | 1929. december 21. | 151        | 57  | 38  | 56  | 37,7 |
| George Kay      | Anglia   | 1929. december 23.   | 1931. május 13.    | 71         | 29  | 16  | 26  | 40,8 |
| Harold Wightman | Anglia   | 1931. június 1.      | 1935. október 9.   | 198        | 85  | 49  | 64  | 42,9 |
| Ned Liddell     | Anglia   | 1936. augusztus 13.  | 1938. február 26.  | 79         | 42  | 11  | 26  | 53,2 |
| Dally Duncan    | Anglia   | 1947. június 13.     | 1958. október 16.  | 503        | 192 | 133 | 178 | 38,1 |
| Sam Bartram     | Anglia   | 1960. július 18.     | 1962. június 14.   | 95         | 35  | 18  | 42  | 36,8 |
| Bill Harvey     | Anglia   | 1962. július 24.     | 1964. november 21. | 121        | 37  | 26  | 58  | 30,6 |
| George Martin   | Skócia   | 1965. február 16.    | 1966. november 3.  | 82         | 34  | 16  | 32  | 41,5 |
| Allan Brown     | Skócia   | 1966. november 4.    | 1968. december 17. | 111        | 56  | 24  | 31  | 50,5 |
| Alec Stock      | Anglia   | 1968. december 20.   | 1972. április 27.  | 172        | 71  | 56  | 45  | 41,3 |
| Harry Haslam    | Anglia   | 1972. május 4.       | 1978. január 23.   | 275        | 110 | 69  | 96  | 40   |
| David Pleat     | Anglia   | 1978. január 24.     | 1986. május 16.    | 393        | 158 | 108 | 127 | 40,2 |
| Ray Harford     | Anglia   | 1987. június 16.     | 1990. január 3.    | 133        | 51  | 34  | 48  | 38,3 |
| Jimmy Ryan      | Skócia   | 1990. január 11.     | 1991. május 13.    | 63         | 18  | 16  | 29  | 28,6 |
| David Pleat     | Anglia   | 1991. június 7.      | 1995. június 11.   | 207        | 55  | 70  | 82  | 26,5 |
| Lennie Lawrence | Anglia   | 1995. december 21.   | 2000. július 4.    | 250        | 90  | 66  | 94  | 36   |
| Joe Kinnear     | Írország | 2001. február 8.     | 2003. május 23.    | 122        | 56  | 28  | 38  | 45,9 |
| Mike Newell     | Anglia   | 2003. június 13.     | 2007. március 15.  | 200        | 83  | 49  | 68  | 41,5 |
| Mick Harford    | Anglia   | 2008. január 16.     | 2009. október 1.   | 91         | 25  | 29  | 37  | 27.5 |

## Sikerek
| Siker                                                            | Siker   | Év(ek)                 |
| ---------------------------------------------------------------- | ------- | ---------------------- |
| Football League Second Division                                  | Bajnok  | 1981–82                |
| Football League Second Division                                  | Második | 1954–55, 1973–74       |
| Football League Third Division / Football League One             | Győztes | 1936–37 (dél), 2004–05 |
| Football League Third Division / Football League One             | Második | 1935–36 (dél), 1969–70 |
| Football League Fourth Division / Football League Third Division | Győztes | 1967–68                |
| Football League Fourth Division / Football League Third Division | Második | 2001–02                |
| Conference National                                              | Második | 2009–10                |
| FA-kupa                                                          | Döntős  | 1958–59                |
| Ligakupa                                                         | Győztes | 1987–88                |
| Ligakupa                                                         | Döntős  | 1988–89                |
| Full Members Cup                                                 | Döntős  | 1987–88                |
| Football League Trophy                                           | Győztes | 2008–09                |

## Kapcsolódó irodalom
- Bailey, Steve. The Definitive Luton Town F.C.. Nottingham: Soccerdata (1997. December). ISBN 1899468102
- Collings, Timothy. The Luton Town Story 1885–1985. Luton: Luton Town F.C. (1985). ISBN 1-951067-90-7
- Hayes, Dean P.. Completely Top Hatters!. Dunstable: The Book Castle (2002. November). ISBN 1903747279